# Боромбай
Боромбай-бий (кирг. Боромбай Бий) (при жизни по-русски именовался как Буранбай Бекмуратов (кирг. Боромбай Бекмурат уулу); 1779  — 1858) — верховный манап киргизского племени бугу.

## Детство и юность
Точный год рождения неизвестен: в источниках встречается указание и на 1779 год, и 1789, и 1790 годы. При этом в 2015 году в Киргизии отмечалось 235-летие рождения Боромбая.
Родился в семье видного манапа племени бугу Бекмурата (Менмурата). С детства отличался острым и проницательным умом, обладал огромными организаторскими способностями. Современники и иностранные послы говорили, что он очень дальновидный и расчётливый человек, думающий о благе своего народа. 

## Путь к власти
В то время владение племени бугу охватило большое пространство у реки Текес и северную часть у озера Иссык-Куль (южная часть Иссык-Куля была захвачена Кокандским ханством). Всеми этими землями правил верховный манап. В это время им был близкий родственник Боромбая Бирназар. Ещё при жизни Бирназара авторитет Боромбая и влияние на дела племени стремительно росло. Так что сразу после смерти Бирназара Боромбай был избран верховным манапом.

## Восстание киргизов Иссык-Кульской котловины (1816 год)
Это восстание, организованное Боромбаем против Кокандского ханства, с целью восстановления контроля над южным Иссык-Кулем. Южный Иссык-Куль был завоёван Кокандом во время правления Алим-хана. Боромбай считал что её возвращения укрепит его положение не только у своего племени, но и за границей. Он не был прямым наследником Бирназара и стал правителем только благодаря личным качествам. Бугинцы, собрав армию, двинулись на территорию Коканда. Их войска захватили крупные крепости кокандцев такие как Каракол, Барскоон и т. д. После ряда столкновений и битв, Боромбай окончательно разбил и навсегда изгнал кокандцев. Это сильно укрепило его положение среди других киргизских племён, и возвысило на глазах великих держав, дав возможность установить с ними дипломатические отношение.

## Дипломатические отношение с великими державами
Боромбай установил крепкие дипломатические связи с Российской и Цинской империями. Китайский император направил ему некоторые символы султанской власти, такие как золотой кинжал, позолоченный красный кафтан и т. д., тем самым признавая его законным и полноправным правителем Иссык-Куля и Текеса. Поэтому в некоторых документах Коканда, Бухары и Китая он носит пышный титул: «Султан Иссык-куля и Текеса, верховный и законный владыка племени Бугу», но он никогда так себя не называл, а только крайне редко использовал в отношениях с другими государствами. В Россию Боромбай направил ряд посольств, и, в конце концов, были заключены ряд торговых договоров, обеспечивающих безопасный проход русских караванов в его землях в сопровождении его воинов. Эти договора принесли огромную пользу его подданным, которые продавали шерсть, мясо, кожу, молочные продукты и другие, на которые был большой спрос, а русские продавали новое европейское оружие, шёлковые одежды и т. п. Постепенно Иссык-Куль становился базой связи России с Южной Азией, принося при этом огромные доходы бугинцам.

## Межплеменные войны
Летом 1842 года в местности Котмалды киргизские племена (бугу, жантай, жетиген, кушчу, саруу, сарыбагыш, саяк, солто и ряд других) провели курултай для избрания единого правителя, который сможет создать сильное государство. От бугу, помимо Боромбая, на курултае участвовали бии Балбай и Муратаалы. От других племён: Мигназар — от племени жантай,  Медербек — от племени жетиген, Ажыбек — от племени саруу, Ормон, Терегелди, Жантай — от племени сарыбагыш, Медет, Качыке и Чыны — от племени саяк. Так как к этому времени Боромбай был самым могущественным киргизским правителем, то он считался главным претендентом на титул главы этого государства, но он отказался от титула хана, ссылаясь на преклонный возраст. После этого ханом был избран глава племени сарыбагыш Ормон.
В 1843 году на берегу реки Джука (Жуку) в местности Кызыл-Ункур (Кызылункур) Боромбай построил крепость.
Боромбай сначала в какой-то степени поддерживал политику Ормон-хана, но со временем он начал недолюбливать хана, поскольку тот в тайне завидовал богатству Боромбая и всерьёз опасался его могущества и влияния, из-за чего между людьми обоих часто случались конфликты, в которых Ормон-хан почти везде вставал на сторону своих, не думая правы они или нет, чем вызывал обиду Боромбая. Однажды один из предводителей племени бугу и правая рука Боромбая, Балбай-баатыр в поиске пропавшего табуна коней случайно оказался на территории сарыбагышей и был схвачен воинами хана. После этого Балбай-баатыр был несправедливо обвинён в попытке грабежа, за что в наказание ему отрезали часть уха и полгода держали в тюрьме. Боромбаю с огромным трудом удалось освободить своего генерала оплатив огромный штраф.
Политика Ормон-хана превращалась в тираническую, с попытками усилить собственный клан. После победы в киргизско-казахской войне Ормон окончательно превратился в деспота, считая победу своей личной заслугой. Хотя без бугинцев он не выиграл бы войну с казахами. Это окончательно испортило их отношения. Ормон заявил Боромбаю о своих правах на Иссык-Куль, но Боромбай отказался отдавать ему Иссык-Куль который был сердцем его владений и где находилась его резиденция. Ормон обвинив его в измене собрал армию и вторгся в его владение. Сначала Боромбай хотел решить конфликт мирным путём без кровопролития, но Ормон приняв это за слабость усилил свои военные действия. При этом, Ормон не учёл что Боромбай имеет закалённую в боях подготовленную армию. Она немедленно было собрана генералами Боромбая которые наголову разбили ханское войско, пленив самого хана. Боромбай хотел отпустить Ормона на некоторых условиях и с клятвой больше не нападать на его владение, отказавшись от своих прав, но Балбай-баатыр ненавидевший Ормона заколол его пикой копья. После смерти Ормона сарыбагыши совершили ряд крупных вторжений, но все они закончились полным провалом.

## Принятие российского подданства
Бесконечные войны с сарыбагышами и кокандцами ослабили бугинцев и Боромбай был вынужден принять подданство Российской империи. Начиная с 1844 года Боромбай отправил несколько посольств в Российскую империю с просьбой о принятии российского подданства (ещё два — в 1848 и в 1853). Наконец, согласие было получено и 17 января 1855 года в Омске послы Боромбая от имени племени бугу принесли присягу Российскому императору, став его подданными.
Сам Боромбай получил чин полковника русской армии и ряд других наград.

## Смерть
Боромбай скончался в 1858 году. Его смерть была великой утратой для киргизского народа. При нём племя бугу достигло пика своего могущества, превратившись в самое крупное и самое сильное племя киргизов, и при этом охватив огромное пространство: они занимались хлебопашеством на южном берегу озера Иссык-Куль, а летом кочевали в верхних районах рек Текес и Кеген. Он создал могучую армию, которая, по мнению историков, насчитывала около 20000 воинов. Общее число юрт в племени бугу при Боромбае составляло порядка 10 тысяч, лошадей — 100 тысяч, 11 тысяч кибиток. Впрочем, точное количество установить проблематично, так как у различных русских этнографов XIX века данные ощутимо расходятся.
После его смерти племя бугу потеряло своё влияние в Центральной Азии, и самое главное — единство. Российская империя, пользуясь его смертью, усилила свой протекторат, что привело к упадку былого могущества. Самой большой печалью Боромбая при смерти было то, что он не имел сильного наследника, который смог бы сохранить могущество, влияние и богатство бугинского племени.